# Matthäus Taferner
Matthäus Taferner (Klagenfurt am Wörthersee, 30 gennaio 2001) è un calciatore austriaco, centrocampista dello WSG Tirol.

## Carriera

### Club
Ha cominciato la sua carriera nel Wacker Innsbruck, club con cui ha esordito giovanissimo in Erste Liga nel settembre del 2017 nella gara contro l'Austria Lustenau. Nell'aprile del 2019 fa il suo esordio nella Bundesliga austriaca ad appena 18 anni giocando la partita contro il Mattersburg e, un mese dopo, ha messo a segno la sua prima rete nella massima serie austriaca, dando il via alla goleada contro lo stesso Mattersburg
Trasferitosi nell'estate del 2019 in Germania alla Dinamo Dresda, trova poco spazio nella 2. Fußball-Bundesliga, totalizzando appena quattro presenze, tanto da fare ritorno in prestito al Wacker Innsbruck già a gennaio 2020. Tornato a Dresda per fine prestito, si trasferisce al Wolfsberger nell'agosto del 2020. Ha così la possibilità di esordire nelle coppe europee: il 22 ottobre 2020 è titolare nella gara di esordio della fase a gironi di UEFA Europa League 2020-2021 contro il CSKA Mosca

### Nazionale
Talento precoce, vanta presenze in tutte le selezioni giovanili austriaci, dall'Under-15 fino all'Under-20.

## Statistiche
Statistiche aggiornate al 23 novembre 2020.

### Presenze e reti nei club
| Stagione        | Squadra             | Campionato      | Campionato | Campionato | Coppe nazionali | Coppe nazionali | Coppe nazionali | Coppe continentali | Coppe continentali | Coppe continentali | Altre coppe | Altre coppe | Altre coppe | Totale | Totale | Totale |
| Stagione        | Squadra             | Comp            | Pres       | Reti       | Comp            | Pres            | Reti            | Comp               | Pres               | Reti               | Comp        | Pres        | Reti        | Pres   | Reti   |        |
| --------------- | ------------------- | --------------- | ---------- | ---------- | --------------- | --------------- | --------------- | ------------------ | ------------------ | ------------------ | ----------- | ----------- | ----------- | ------ | ------ | ------ |
| 2017-2018       | Wacker Innsbruck    | 2L              | 1          | 0          | CA              | 0               | 0               | -                  | -                  | -                  |             | -           | -           | 1      | 0      |        |
| 2018-2019       | Wacker Innsbruck II | 2L              | 21         | 2          | -               | -               | -               | -                  | -                  | -                  | -           | -           | -           | 21     | 2      |        |
| 2018-2019       | Wacker Innsbruck    | BL              | 7          | 1          | CA              | 0               | 0               | -                  | -                  | -                  | -           | -           | -           | 7      | 1      |        |
| 2019-gen. 2020  | Dinamo Dresda       | 2B              | 4          | 0          | CG              | 0               | 0               | -                  | -                  | -                  | -           | -           | -           | 4      | 0      |        |
| gen.-giu. 2020  | Wacker Innsbruck    | 2L              | 9          | 1          | CA              | 2               | 0               | -                  | -                  | -                  | -           | -           | -           | 11     | 1      |        |
| 2020-2021       | Wolfsberger         | BL              | 6          | 1          | CA              | 2               | 0               | UEL                | 3                  | 0                  | -           | -           | -           | 11     | 1      |        |
| Totale carriera | Totale carriera     | Totale carriera | 48         | 5          |                 | 4               | 0               |                    | 3                  | 0                  |             | -           | -           | 55     | 5      |        |